# Fathi Derder

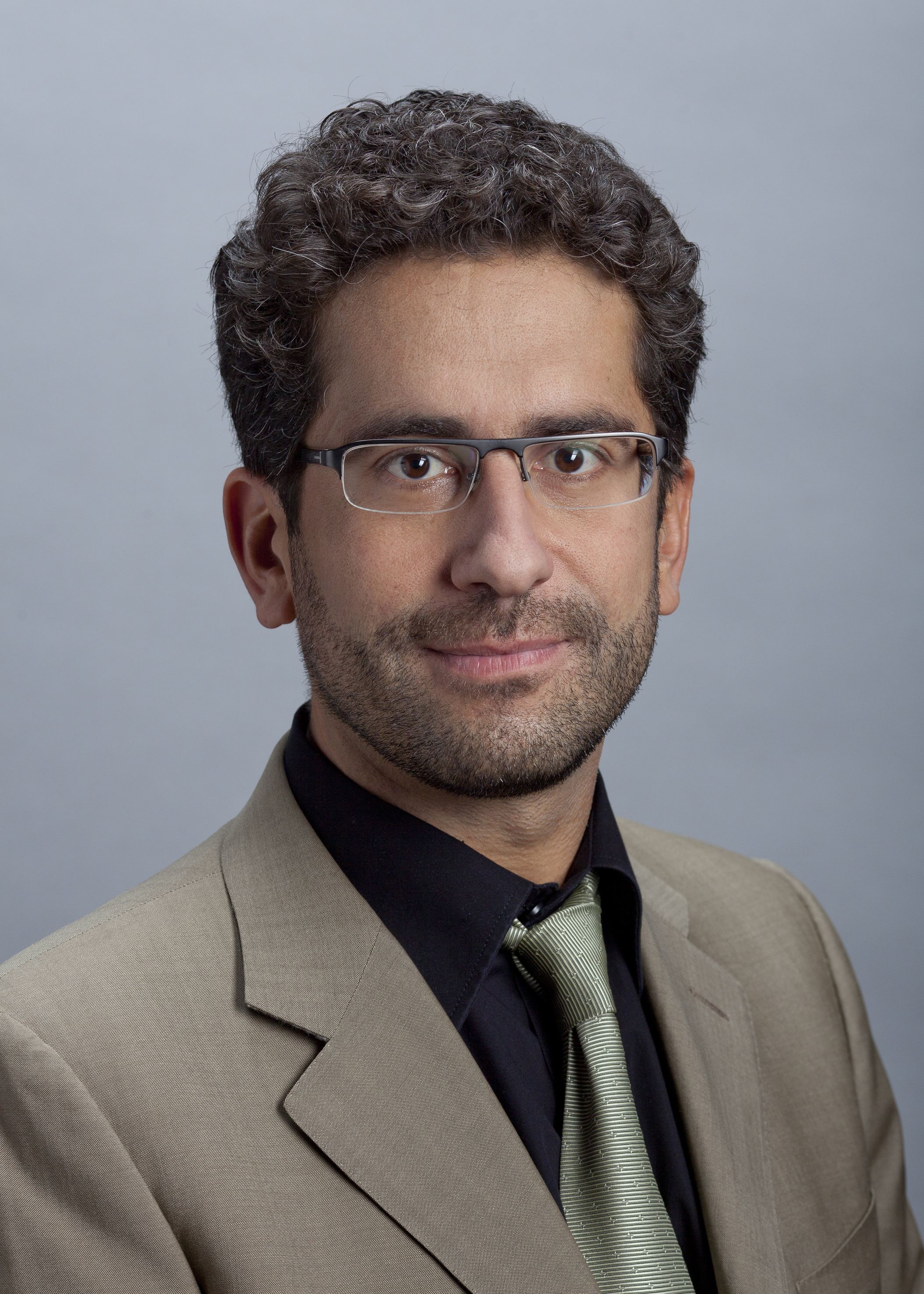
Fathi Derder (2011)

Fathi Derder (* 4. Dezember 1970 in Lausanne; heimatberechtigt in Saas Almagell; † 25. Januar 2025) war ein Schweizer Politiker (FDP), Journalist und Managing Director der Swiss Digital Initiative. Er war von 2011 bis 2019 Nationalrat.

## Leben
Derder, Sohn eines algerischen Vaters und einer Schweizer Mutter, war mehrere Jahre als Radio- und Fernsehmoderator tätig. Bei den Schweizer Parlamentswahlen 2011 wurde er in den Nationalrat gewählt. Er hatte dort Einsitz in der Kommission für Wissenschaft, Bildung und Kultur sowie der Assemblée parlementaire de la Francophonie APF. Bei den Wahlen 2019 trat er nicht erneut an.
Er war Vater von vier Kindern und wohnte in Lutry. Von 1980 bis 2000 war er schweizerisch-algerischer Doppelbürger.